# آبجو شمس
آبجوِ شَمس یکی از مارک‌های پرطرفدار آبجوی ایرانی در دوره پیش از انقلاب ۱۳۵۷ بود. آبجوی شمس از تولیدات کارخانه‌های ارمنیان ایران بود. بهای این آبجو در مدتی طولانی به‌طور نسبی شانزده تا هجده ریال ایران بود که باعث وفور آن در بازار شد. کارخانهٔ آبجوسازی شمس یکی از قدیمی‌ترین کارخانه‌های شرق تهران واقع در خیابان مجیدیه بوده‌است و ساختمان آن مربوط به دهه ۱۳۱۰ می‌شود. این کارخانه و بسیاری از مغازه‌های مشروب فروشی در بحبوحه انقلاب به آتش کشیده شدند.
در سال ۱۳۷۵ در محل پیشین آن، مرکز تهران‌شناسی بر پاشد و موزه‌ای به نام موزه هنر زمان در سردابه‌های کارخانه تشکیل شد. این سردابه‌ها در ژرفای بیش از ۱۲ متری زیر زمین قرار دارد.
در سال ۱۳۸۰ در محل جدید آن در منطقه شهریار، باغستان، خادم آباد کارخانه جدیدی تأسیس گردید و این برند محبوب ایرانی آبجو بدون الکل را در میان علاقمندان توزیع نمود.

## سوزاندن در انقلاب
در تاریخ ۱۰ بهمن ۱۳۵۷ ساعت یک و نیم بعد از ظهر در خیابان مجیدیه (استادحسن‌بنا شمالی) - سه راه آبجوسازی - گروه کثیری از مسلمانان به دلیل فعالیت های غیر اسلامی به کارخانه آبجوسازی شمس حمله کردند و این کارخانه را آتش زدند. در این آتش‌سوزی انبار کارخانه، شرکت تعاونی، سه کامیون حمل و نقل، دو اتومبیل سواری و دفتر کارخانه سوخت. آتش‌سوزی تا ساعت شش بعد از ظهر ادامه داشت.
پس از سال ها این مکان به یکی از ارگان های نظامی (پشت پارک مجیدیه کنونی) سازمان پدافند غیر عامل داده شد.